# ベン・ダニエルズ
ベン・ダニエルズ（Ben Daniels、1964年6月10日 - ）は、イングランドの俳優。ヌニートン出身。

## 生い立ち
1964年6月10日にウォリックシャーのヌニートンで生まれた。父親はロールス・ロイスの整備士であり、その後食料雑貨店の店主となった。母親は子供服の店主であった。「とても内気な子供だったが、規律を乱す子供でもあった。こっそり行動して、見つからないようにしていた」とダニエルズは回想した。
ダニエルズはManor Park Schoolで学んだ。Manor Park Schoolはウォリックシャーのヌニートンにある州の総合制中等学校であり、コヴェントリーに近く、現在は廃校となっている。ダニエルズによると、Oレベルの演劇の授業は自分を表現する場となった。1980年から1982年の間、ストラトフォード・カレッジのシックスフォームに通い、演劇学と英文学のAレベルを学び、ロイヤル・シェイクスピア・カンパニーの公演を観に行った。同級生はダニエルズ（同級生はダニエルズをデイブと呼んでいた）を「自分の課題に真面目で、非常に知的だと感じた…ダニエルズが知性を働かせていて、歯車が動いているのを感じ取ることができた」と回想した。その後、ダニエルズはロンドン・アカデミー・オブ・ミュージック・アンド・ドラマティック・アート（LAMDA）で3年間学んだ。

## 経歴
最初期にはムーディー・ブルースのミュージックビデオ「ユア・ワイルデスト・ドリームス」（1986年）と「アウト・ゼア・サムホェア」（1988年）で、10代のジャスティン・ヘイワード役を演じている。ジャスティン・ヘイワードはムーディー・ブルースのメインボーカルである。1992年にテレビ番組『Casualty』の悪名高い飛行機事故のエピソード「Cascade」に出演し、運の尽きた飛行機の副操縦士を演じている。『クレーンの叫び』（1991年）のロビン役、1997年にエミー賞にノミネートされたテレビ映画『David』の聖書のキャラクターであるヨナタン役、『Cutting It』（2002年-2005年）の女好きのFinn Bevan役、 BBCのミニシリーズ『ステート・ウイズイン～テロリストの幻影～』（2006年）のニコラス・ブロックルハースト役など、イギリスのテレビドラマにたくさん出演している。ニコラス・ブロックルハースト役はダニエルズの演じるキャラクターと他のキャラクターの間で同性同士でキスをしたため注目された。2008年に『Lark Rise to Candleford』に出演した。『Lark Rise to Candleford』はフローラ・トンプソンがイギリスの田舎について執筆した3部作の自伝的小説に基づくBBCのドラマである。Netflixシリーズの『ハウス・オブ・カード 野望の階段』（2013年-2014年）で写真家のアダム・ギャロウェイ役を演じた。テレビドラマの『Interview with the Vampire』に出演する。
『謀議』のヨーゼフ・ビューラー役など実在するキャラクターをたくさん演じた。『謀議』はユダヤ人問題の最終的解決が承認されたヴァンゼー会議をドラマ化した2001年のテレビ映画である。『Ian Fleming: Bondmaker』（2005年）で著者でジャーナリストのイアン・フレミング役を演じた。イアン・フレミングはジェームズ・ボンドシリーズの著者である。また、『The Virgin Queen』（2005年）のサー・フランシス・ウォルシンガム役、『Who Killed Mrs De Ropp?』（2007年）のイギリスの作家サキ役を演じた。さらに、『Soldier Soldier』（1992年）、『フロスト警部』（1992年）、『Outside Edge』（1994年）、『MI-5 英国機密諜報部』（2005年）、『魔術師 MERLIN』（2011年）など、多くのイギリスのテレビドラマシリーズにゲスト出演している。2017年に『ザ・シンプソンズ』のTreehouse of Horrorエピソードに司祭役でゲスト出演した。
ダニエルズは1996年のゲイ映画『とても素敵なこと-初恋のフェアリーテール-』への出演でアメリカの視聴者に最もよく知られているかもしれない。主人公の母親サンドラの恋人であるトニー役を演じた。Lavinia Currier監督のインディペンデント映画『Passion in the Desert』（1997年）でフランスの兵士であるAugustin Robert役を演じた。この映画はゴールデン・シェル賞にノミネートされた。その他にダニエルズが出演した長編映画には『橋の上の貴婦人』（1992年）、『アイ ウォント ユー』（1998年）、『マドレーヌ』（1998年）、『DOOM』（2005年）がある。2000年に公開された『パトリオット』と『バーティカル・リミット』の役を提案されたが断り、「報酬はよかったが、その役は自分に向いていなかった」と述べた。スター・ウォーズの映画である『ローグ・ワン/スター・ウォーズ・ストーリー』にメリック将軍役で短時間出演した。
「舞台で演じることは難しく、役者として気を引き締めることになる」ため、舞台で演じることを好んでいるとダニエルズは述べた。『終わりよければ全てよし』、『お気に召すまま』（1999年-2000年）に出演し、1994年のテレビ映画『ロミオとジュリエット』でマーキューシオ役を演じた。その他に演劇では『ゴドーを待ちながら』（1994年）、『900 Oneonta』（1994年）に出演している。『900 Oneonta』では、イブニング・スタンダード・シアター・アワードで最優秀男優賞にノミネートされた。『Martin Yesterday』（1998年）に出演し、マンチェスター・イブニング・ニュース・シアター・アワードで最優秀男優賞にノミネートされた。また、『Naked』（1998年）、『Tales From Hollywood』（2001年）、『三人姉妹』（2003年）、『アウリスのイピゲネイア』（2004年）、『The God of Hell』（2005年）、『野鴨』（2005年-2006年）に出演した。2006年に『テレーズ・ラカン』でローラン役を演じ、批評家はダニエルズの演技を「心を奪われる」と評した。2018年4月1日にNBCのライブミュージカル『Jesus Christ Superstar Live in Concert!』でピラト役を演じた。
2001年のアーサー・ミラーの戯曲『みんな我が子』で、Whatsonstage.comのシアターゴアーズ・チョイス・アワードと第25回ローレンス・オリヴィエ賞の助演男優賞を受賞した。ダニエルズの経歴において、最初にローレンス・オリヴィエ賞の助演男優賞にノミネートされたのは、1991年のPlayhouse Theatreの『Never the Sinner』における殺人犯リチャード・ローブ役である。2008年に『危険な関係』のリバイバルでヴァルモン子爵役で主役を務めてブロードウェイにデビューし、長年の夢を叶えた。この演劇は2008年5月1日に公演された。この役でトニー賞の演劇主演男優賞にノミネートされた。
Radiotopiaが制作したポッドキャストの作品『Passenger List』のシーズン2で弁護士のRory Murray役を演じた。

## 私生活
俳優のイアン・ゲルダーと1993年から交際している。ダニエルズとゲルダーはジョー・オートンの『Entertaining Mr Sloane』で出会った。ふたりはサウス・ロンドンに住んでいる。ダニエルズは10代の頃からすでに自分の性的指向を確信していた（「カミングアウト？一度もクローゼットに入ったことはないよ」とかつて述べた）。もっとも、両親とはあまり親密な関係ではなかったため、性的指向について両親と話し合うことはなかった。「演劇学校を卒業した頃は、皆エイズを怖がり、同性愛を嫌悪するような反発が大きかったため、性的指向に言及することに慎重になっていた。」ダニエルズはオールスター公演の慈善興行であったマーティン・シャーマンの『ベント』に出演していた24歳のときに同性愛者であることを明かすことを決断した。
ダニエルズは2004年のインタビューで次のように述べた。「映画やテレビにおいて、同性愛嫌悪はいまだにゾッとするほど蔓延している。ゲイであるという理由で仕事を失ったことがあるのを知っているし、ゲイであるということはいつも問題になる。真面目なBBC Twoのドラマにさえ、「ふーん、あいつホモじゃないか？」と言っている会社の重役がいるだろう。自分を政治的なゲイだと思っていないが、今ではそういう気配に気づくたびに、勢いよく取り組んでいる。」2007年に、ダニエルズは『インディペンデント・オン・サンデー』が発表したイギリスにおける100人の影響力のあるゲイ及びレズビアンの人々というピンクリストにおいて79位となった。2006年の47位から下降した。
アマチュア画家であり、アシュタンガヨガをしている。幼少の頃から40代前半まで睡眠麻痺に悩まされていた。

## フィルモグラフィー

### 映画
- とても素敵なこと-初恋のフェアリーテール-（1996年）
- アイ ウォント ユー（1998年）
- マドレーヌ（1998年）
- ブリタニック（2000年）
- 謀議（2001年）
- DOOM（2005年）
- リーマン・ブラザーズ 最後の4日間（2009年）
- オン・ザ・ハイウェイ その夜、86分（2013年）
- ジャックと天空の巨人（2013年）
- 偽りの忠誠 ナチスが愛した女（2016年）
- ローグ・ワン/スター・ウォーズ・ストーリー （2016年）
- 囚われた国家（2019年）
- ARGYLLE/アーガイル（2024年）※カメオ出演

### テレビ
- フロスト警部（1992年）
- アガサ・クリスティー ミス・マープル（2004年）
- ステート・ウイズイン テロリストの幻影（2006年）
- LAW & ORDER: UK（2009年 - 2010年）
- 魔術師 MERLIN (2011年)
- ハウス・オブ・カード 野望の階段（2013年 - 2014年）
- ホロウ・クラウン/嘆きの王冠（2016年）
- エクソシスト 孤島の悪魔（2016年 - 2017年）
- ザ・クラウン（2019年）
- ジュピターズ・レガシー（2021年）
- ファウンデーション（2023年）

## 受賞
| 年   | 賞名                                                     | 部門                                                | 作品名                                  | 結果       |
| ---- | -------------------------------------------------------- | --------------------------------------------------- | --------------------------------------- | ---------- |
| 1991 | ローレンス・オリヴィエ賞                                 | 助演男優賞                                          | Never the Sinner                        | ノミネート |
| 1994 | イブニング・スタンダード・シアター・アワード             | 最優秀男優賞                                        | 900 Oneonta                             | ノミネート |
| 1998 | マンチェスター・イブニング・ニュース・シアター・アワード | Best Actor                                          | Martin Yesterday                        | ノミネート |
| 2000 | TMA Award                                                | Best Supporting Actor                               | お気に召すまま                          | ノミネート |
| 2001 | ローレンス・オリヴィエ賞                                 | 助演男優賞                                          | みんな我が子                            | 受賞       |
| 2001 | WhatsOnStage Awards                                      | Best Supporting Actor in a Play                     | みんな我が子                            | 受賞       |
| 2008 | トニー賞                                                 | 演劇主演男優賞                                      | 危険な関係                              | ノミネート |
| 2008 | ドラマ・リーグ賞                                         | Distinguished Performance                           | 危険な関係                              | ノミネート |
| 2008 | アウター・クリティクス・サークル賞                       | Best Actor in a Play                                | 危険な関係                              | ノミネート |
| 2008 | シアター・ワールド賞                                     | シアター・ワールド賞                                | 危険な関係                              | Honoree    |
| 2017 | ファンゴリア・チェーンソー賞                             | Best TV Supporting Actor                            | The Exorcist                            | ノミネート |
| 2019 | グラミー賞                                               | 最優秀ミュージカル劇場アルバム                      | Jesus Christ Superstar Live in Concert! | ノミネート |
| 2020 | 全米映画俳優組合賞                                       | アンサンブル賞（ドラマシリーズ）                    | ザ・クラウン                            | 受賞       |
| 2022 | ローレンス・オリヴィエ賞                                 | 主演男優賞                                          | ノーマル・ハート                        | ノミネート |
| 2022 | Critics' Circle Theatre Award                            | Best Actor                                          | ノーマル・ハート                        | 受賞       |
| 2022 | WhatsOnStage Awards                                      | Best Performer in a Male Identifying Role in a Play | ノーマル・ハート                        | ノミネート |